# Assat
Assat – miejscowość i gmina we Francji, w regionie Nowa Akwitania, w departamencie Pireneje Atlantyckie.
Według danych na rok 2015 gminę zamieszkiwało 1 797 osób, a gęstość zaludnienia wynosiła 190,5 osób/km².